# Андрій Самбор Домбровський
Андрій Самбор Домбровський (пол. Andrzej Sambor Dąbrowski)  (? - ?) —  львівський міщанин, лавник (1568–1577), міський райця (1578–1613) та бурмистр (1578, 1581, 1585, 1604) 

Збудував кам'яницю на площі Ринок, 21 (Кам'яниця Домбровського)